# Gilbert Berger
Gilbert Berger, né le 27 mai 1900 à Burelles (Aisne), mort le 28 avril 1977 à Villepinte (Seine-Saint-Denis), est un homme politique français. Membre du parti communiste, il a été député de Seine-et-Oise, maire de Tremblay-lès-Gonesse, conseiller général du canton d'Aulnay-sous-Bois.

## Biographie
Fils d'un domestique de ferme et d'une vannière, Gilbert Berger s'établit en Région parisienne, où il exerce la profession de menuisier-charpentier. Il adhère au parti communiste en 1924 et en devient un des militants actifs à Tremblay-lès-Gonesse et dans le nord du département de Seine-et-Oise. Cela lui vaut d'être délégué au VIIIe Congrès du PC (Villeurbanne, janvier 1936). C'est surtout par ses mandats électifs locaux qu'il traduit son activité politique. Conseiller municipal dès 1932 il est élu maire de cette ville en 1935. Il est élu au Conseil général de Seine-et-Oise en 1939, dans le canton d'Aulnay-sous-Bois lors d'une élection partielle en 1939.
Mobilisé en 1939, fait prisonnier de guerre, il s'évade lors de son transfert en Allemagne, mais il se blesse grièvement et doit être amputé d'une jambe. Il participe ensuite à la Résistance au sein du Parti communiste clandestin, et en 1944 il retrouve les mandats électoraux, dont il avait été déchu en 1939, pour ne pas s'être désolidarisé du pacte germano-soviétique.
Maire de Tremblay-lès-Gonesse (commune rebaptisée, bien après son mandat, Tremblay-en-France) de 1944 à 1965, il est conseiller général de Seine-et-Oise, pour le canton d'Aulnay-sous-Bois de 1945 à 1964. Candidat à la députation sur les listes présentées par le Parti communiste dans la circonscription nord de la Seine-et-Oise de 1945 à 1956, il n'est élu qu'en une occasion, le 10 novembre 1946, pour la première législature de la IVe République. Il siège jusqu'en juin 1951. À partir des années 1960 il est « en délicatesse avec la direction du PCF. Ainsi en janvier 1970 il figure parmi les 213 premiers signataires d'une déclaration contre la « normalisation » en Tchécoslovaquie, initiée, entre autres, par le groupe oppositionnel interne « Unir pour le socialisme ».  
Il était titulaire de la Médaille de la Résistance.